# Santiago Burgos Brito

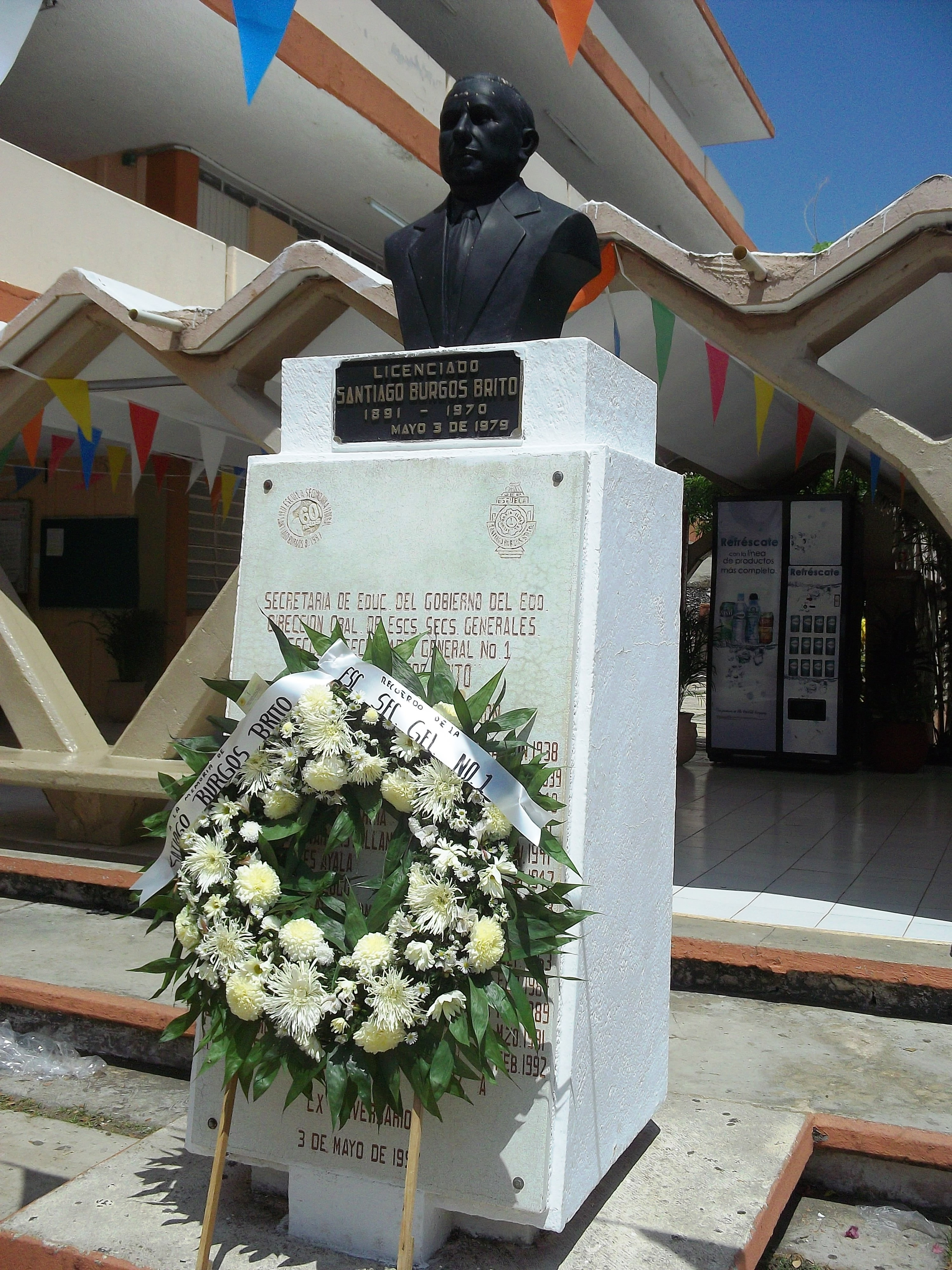
Busto de Santiago Burgos Brito.

Santiago Burgos Brito (1891 - 1970) fue un escritor, abogado, crítico y periodista mexicano, nacido en Maxcanú, Yucatán y fallecido en la ciudad de Mérida, capital del mismo estado. Circunstancialmente se desempeñó brevemente como gobernador del estado de Yucatán, del 4 al 22 de agosto de 1940, en tanto que encargado del despacho, al suspenderse el interinato de Laureano Cardoz Ruz, de quien fue Secretario General de Gobierno.

## Datos biográficos
Obtuvo el título de abogado en el Instituto Literario de Yucatán. Se dedicó, sin embargo, desde muy joven al ejercicio del magisterio, siendo catedrático de literatura, etimologías, historia y francés en diversas escuelas públicas y privadas. Fue director de la Facultad de Jurisprudencia y también de la Escuela Secundaria Federal para hijos de los trabajadores que fue creada durante la gestión presidencial de Lázaro Cárdenas del Río, escuela que en la actualidad lleva el nombre de Burgos Brito.
Fue, junto con Felipe Carrillo Puerto y otros, diputado al Congreso Constituyente de Yucatán de 1918.
Fue procurador general de Justicia del estado de Yucatán durante la administración de Álvaro Torre Díaz y, durante el interinato de Laureano Cardoz Ruz ejerció la Secretaría de Gobierno, cargo que lo hizo encargado del despacho del gobernador de Yucatán durante unos cuantos días, en agosto de 1940, al retirarse del encargo Cardoz Ruz y en espera del retorno de Canto Echeverría.
Se desempeñó como director de Cultura durante el gobierno de Humberto Canto Echeverría. También director del Instituto de Cultura en la administración de José González Beytia y en la de Víctor Mena Palomo, ejerciendo el cargo durante doce años, de 1946 a 1958.
Fue fundador de la Alianza Francesa de la ciudad de Mérida y el gobierno francés le otorgó las Palmas Académicas en mérito a su tarea como promotor y difusor de la cultura francesa. 
Su oficio periodístico fue también muy amplio, escribiendo a lo largo de varias décadas artículos como crítico de arte, en diversas publicaciones regionales. También fue director del Diario del Sureste.
En 1965, pocos años antes de morir, recibió la Medalla Eligio Ancona otorgada por la Universidad de Yucatán en mérito a su obra literaria y como articulista. El historiador de la literatura en Yucatán José Esquivel Pren escribió sobre Burgos Brito:

Leyendo sus artículos, auténticas páginas de arte cada uno de ellos, nos convencemos de que efectivamente, este tipo de crítico perfecto, creador él mismo, poeta él mismo, artista en la más amplia connotación del vocablo, encarnó en Yucatán en este escritor.

## Obra
- Tipos pintorescos de Yucatán
- Chopin, el poeta del piano
- Siete cuentos
- Memorias de Julián Rosales, relato autobiográfico.

## Reconocimientos
- Recibió en 1965 la Medalla Eligio Ancona de la Universidad Autónoma de Yucatán.